# SF Line
SF Line var ett åländskt rederi som grundades 1963 under namnet Rederi AB Ålandsfärjan. År 1966 var bolaget med och startade Viking Line tillsammans med åländska Rederi AB Sally och gotländska Rederi AB Slite. När de andra rederierna lämnade samarbetet 1988 respektive 1993 blev SF Line ensam ägare till varumärket. År 1995 bytte bolaget namn till Viking Line.

## Historia
Rederi AB Ålandsfärjan grundades 1963 av en grupp affärsmän under ledning av Gunnar Eklund (far till den senare VD:n Nils-Erik Eklund). De hade tidigare varit delägare i Rederi AB Vikinglinjen, som grundades 1959, men lämnade bolaget efter en intern konflikt.
Det nya rederiet köpte ångfartyget Brittany, döpte det till S/S Ålandsfärjan och började köra mellan Kapellskär och Mariehamn, i direkt konkurrens med Vikinglinjen. Vikinglinjen bytte senare namn till Rederi AB Solstad och köptes 1970 av Rederi AB Sally.
År 1966 bildade Ålandsfärjan, Slite och Vikinglinjen det gemensamma bolaget Viking Line för att samarbeta om marknadsföring och konkurrera med Silja Line. Under 1970-talet beställde de flera nya färjor, och Viking Line växte till en ledande aktör i färjetrafiken på Östersjön.
År 1970 bytte Ålandsfärjan namn till SF Line AB. Förkortningen står för Sverige och Finland. Rederiets första nybyggda fartyg var M/S Kapella, som levererades 1967. SF Line hade en tradition att ge sina fartyg namn som slutade på "-ella", till exempel Kapella, Marella och Aurella. Namngivningen var en hyllning till Gunnar Eklunds hustru Ellen. Traditionen fortsatte fram till 2000-talet.
När Silja Lines ägare EffJohn köpte Rederi AB Sally 1987 fick Sally lämna samarbetet. Efter att Rederi AB Slite gick i konkurs 1993 blev SF Line ensam kvar i Viking Line. År 1995 tog bolaget namnet Viking Line och övertog varumärket helt.

## Fartyg
SF Line drev följande fartyg under perioden 1963–1995:
| Fartyg                               | Byggår | I trafik för SF Line | Övrigt                              |
| ------------------------------------ | ------ | -------------------- | ----------------------------------- |
| S/S Ålandsfärjan (tidigare Brittany) | 1933   | 1963–1972            | Skrotad 1972                        |
| M/S Kapella                          | 1967   | 1967–1979            | Skrotad 2006                        |
| M/S Marella                          | 1970   | 1970–1981            | Skrotad 2004                        |
| M/S Aurella                          | 1973   | 1973–1982            | Skrotad 2024                        |
| M/S Turella                          | 1979   | 1979–1988            | Går 2024 i trafik som M/S Rigel III |
| M/S Rosella                          | 1980   | 1980–1995            | I Viking Line till 2023             |
| M/S Mariella                         | 1985   | 1985–1995            | I Viking Line till 2021             |
| M/S Ålandsfärjan (andra fartyget)    | 1972   | 1986–1995            | I Viking Line till 2008             |
| M/S Amorella                         | 1988   | 1988–1995            | I Viking Line till 2022             |
| M/S Cinderella                       | 1989   | 1989–1995            | I trafik för Viking Line 2024       |
| M/S Isabella                         | 1989   | 1989–1995            | I Viking Line till 2013             |

Efter namnbytet 1995 har Viking Line tagit in följande fartyg:
| Fartyg           | Byggår | I trafik sedan | Linje (2024)                    |
| ---------------- | ------ | -------------- | ------------------------------- |
| M/S Gabriella    | 1992   | 1997           | Stockholm–Mariehamn–Helsingfors |
| M/S Viking XPRS  | 2008   | 2008           | Tallinn–Helsingfors             |
| M/S Viking Grace | 2013   | 2013           | Stockholm–Mariehamn–Åbo         |
| M/S Viking Glory | 2021   | 2022           | Stockholm–Mariehamn–Åbo         |